# 拉瓦爾·鮑爾
拉瓦爾·克里斯托弗·鮑爾（英語：LaVar Christopher Ball，1967年10月23日—），外号“球爹”，美国前运动员，商人。NBA公牛隊球員朗佐·鮑爾和篮球运动员李安傑洛·鮑爾、NBA夏洛特黃蜂隊球員拉梅洛·鲍尔的父親，美国运动品牌Big Baller Brand和少年篮球协会 (JBA) 创建者。
鲍尔在華盛頓州立大學，加州州立大學洛杉磯分校和西洛杉矶学院（WLAC）参加过大学级别的篮球赛，后在歐洲美式足球聯盟中的伦敦君王队有过一段短暂的职业橄榄球生涯。他也曾是纽约喷气机和卡罗来纳黑豹队的练习队成员，但从未在国家橄榄球联盟打过正式的常规赛比赛。

## 早年经历
鲍尔于1967年10月23日出生，并在加州南洛杉矶长大，有四个兄弟。鲍尔就读于洛杉矶的卡诺加公园高中，在那里他是橄榄球队的一名杰出四分卫，并且以前锋身份打篮球。
鲍尔最初在西洛杉矶学院进行大学篮球比赛，然后转会到NCAA第一级别的華盛頓州立大學，并成为首发前锋。一个赛季后，鲍尔再次转会到加州大学洛杉矶分校，在NCAA第二级别中参加比赛。

## 美式足球生涯
大学毕业后，鲍尔被邀请参加美式足球比赛，并最终重返赛场。1994年5月1日，鲍尔与美国国家橄榄球联盟的纽约喷气机队签约，并在1995年被借给世界美式足球联盟（WLAF）的伦敦君主队。在他的NFL职业生涯中，他也是喷气机队和卡罗莱纳黑豹队的练习队成员。在他受伤之后，他宣布结束足球生涯，正式退役。

## 从商
2016年，鲍尔创建了运动品牌Big Baller Brand，在2017年3月期间，他经常在国家电视台推广自己的品牌，并将其与耐克和阿迪达斯等大型鞋业公司进行比较。2017年12月20日，鲍尔宣布，他将帮助成立青年篮球协会（JBA）。根据他的计划，将有8支球队参加联盟。

## 争议事件
2017年11月7日，三名UCLA篮球运动员，鲍尔的儿子李安傑洛·鲍尔和队友Cody Riley，Jalen Hill 因在杭州的一家高档购物中心因盗窃而被捕。这些球员被指控在商场里的一家路易威登商店里偷了太阳镜。李安傑洛·鲍尔如果被定罪可能面临罚款和三到十年的监禁，但拉瓦尔·鲍尔在很大程度上淡化了这种情况。美国总统唐纳德·特朗普当时正在对亚洲进行为期12天的访问，在他向中国国家主席习近平提出请求后，三名球员被释放了。
11月17日，拉瓦尔·鲍尔对特朗普做出了评价：“他在那边是干什么的？每个人觉得他看起来像帮了我一样。”两天后，特朗普评价鲍尔“非常忘恩负义”，并表示他“应该让他们进入监狱”。拉瓦尔·鲍尔在CNN的克里斯·科莫的采访中，继续拒绝感谢特朗普。根据拉瓦尔·鲍尔的要求，李安傑洛·鲍尔在12月4日退出加州大学洛杉矶分校篮球项目。

## 对鲍尔的批评
鲍尔的许多言论都引起了重大争议。他经常受到多家媒体的批评，福布斯将他称为“今日体育中最偏激的人物之一”。
2017年3月25日，鲍尔把NCAA锦标赛中，加州大学洛杉矶分校对阵肯塔基的失利归咎于白人球员布莱斯·艾尔福德，T·J·利夫，湯瑪斯·威爾斯；因种族歧视，鲍尔受到了激烈的批评。
2017年5月17日，鲍尔在福克斯体育频道中，对女主持人克里斯汀·莱希的言论被视为潜在的性别歧视。
自成名以来，鲍尔的言论和行为引发了对他的育儿方式的重大争论。环球邮报批评拉瓦尔试图“从他的孩子的成就中发财”。在2017年的选秀大会之前，由于他在媒体上频繁大胆的主张，拉瓦爾·鲍尔被视为伦佐的潜在“包袱”。一位不愿透露姓名的NBA总经理谴责拉瓦爾·鲍尔给他的儿子伦佐施加了太多的压力。

## 个人生活
鲍尔在洛杉矶遇到了他的妻子蒂娜，他们有三个儿子，朗佐，李安傑洛和拉梅洛。在他最小的儿子拉梅洛年满四岁后，鲍尔开始训练他的所有儿子去打篮球。他们接受了父亲的许多技能训练，并最终成为了职业球员。

## 外部連結
- 拉瓦爾·鮑爾在Sports-Reference.com（NCAA）（英语）